# In weiter Ferne, so nah!
In weiter Ferne, so nah! ist ein deutscher Spielfilm aus dem Jahr 1993 von Regisseur Wim Wenders. Der Film ist die Fortsetzung des Films Der Himmel über Berlin.

## Handlung
Sechs Jahre nach den Ereignissen in Der Himmel über Berlin, im gerade wiedervereinigten Berlin: Der Engel Cassiel ist traurig darüber, dass er als ein Unsterblicher die Menschen wegen ihrer Sorgen nur trösten kann, anstatt aktiv in ihr Schicksal eingreifen zu können, ohne selbst ein Mensch zu werden. Seinem Freund Damiel widerfuhr dies, sodass er ihn alleine seines Weges ziehen lassen musste. Eines Tages rettet Cassiel ein Mädchen, die kleine Raissa, die das Gleichgewicht verloren hat und vom Balkon fällt, und wird danach, ohne dass er sich dies gewünscht oder gewollt hatte, ebenfalls zum Menschen.
Cassiel geht nun durch Berlins Straßen und beobachtet die Menschen. Ihn bedrückt die lieblose Geschäftigkeit der Menschen und die Gewöhnung an ihr Leben fällt ihm schwer, doch dann trifft er auf seinen alten Freund Damiel, der mittlerweile zu einem lebensfrohen Pizzabäcker geworden ist, und seine Frau, die Hochseilakrobatin Marion, die dem sich überflüssig vorkommenden Cassiel Zuversicht einflößen und ihm helfen will, sich auf Erden als Mensch einzuleben. Aber Cassiel spürt seine Hilflosigkeit und fühlt sich überflüssig. Auf Schritt und Tritt wird er von Emit Flesti (ein Ananym, das rückwärts gelesen lautet: „Time Itself“, deutsch: die Zeit selbst), einer zynischen Gestalt, verfolgt, der seine verstreichende Lebenszeit verkörpert. Cassiel wird obdachlos; er ist ein gefallener Engel.
Jedoch beginnt für Cassiel bald ein neuer Lebensabschnitt: Er rettet den Geschäftsmann Tony Baker vor der Mafia, die einen Anschlag auf ihn verüben wollte. Zum Dank macht Tony Baker Cassiel zu seinem Partner. Doch als Cassiel in Tonys schmutzige Geschäfte eingeweiht wird, Pornofilm-Raubkopien und schmierige Waffengeschäfte, will er nicht mitmachen. Aus seinen eigenen Erinnerungen und denen des betagten Chauffeurs Konrad kann er rekonstruieren, dass Tony der Bruder von Hanna, Raissas Mutter, ist. Während Tony mit dem nationalsozialistischen Vater Dr. Becker am Ende des Zweiten Weltkrieges ins Ausland floh, blieb Hanna bei ihrer Mutter und Konrad.
Cassiel fällt jedoch nicht in ein Loch, sondern plant eine raffinierte Aktion, um Tony und damit dem Bösen das Handwerk zu legen. Zusammen mit seinen Freunden – Damiel, dem ehemaligen Engel Peter Falk, Marion und ihren Artisten – plant er, Tonys geheimes unterirdisches Lager unter dem Flughafen Tempelhof in Berlin zu zerstören. Das Vorhaben gelingt und Cassiel möchte nun als gewöhnlicher Mensch leben. Der düstere Emit Flesti greift ein, der zuvor erklärt hatte, es sei seine Mission, Cassiel klarzumachen, dass er nicht zu den Menschen gehört. Flesti berichtet, dass seine Freunde auf dem Schiffskutter, auf dem Bakers Waffen gelagert sind, von Bakers Rivalen Patzke gefangengehalten werden. Mithilfe von Flesti und dessen Macht über die Zeit kann Cassiel seine Freunde befreien, wird dabei aber bei der Rettung von Raissa erschossen. Während seine Freunde noch um ihn trauern, spürt Damiel, dass Cassiel weiter existiert und bei ihm ist.

## Hintergrund
- Nach zehn Jahren Pause trat in diesem Film die deutsche Filmlegende Heinz Rühmann mit 91 Jahren zum letzten Mal in einem Film vor die Kamera.
- U2 steuerten für den Soundtrack das Lied Stay (Far Away, So Close!) bei, das im Original auf ihrer CD Zooropa enthalten ist. Im Videoclip Stay wurden Sequenzen sowohl aus Der Himmel über Berlin wie auch aus In weiter Ferne, so nah! übernommen, Bandmitglieder stellen in diesem die unsichtbaren Engel dar. Bei dem Musikvideo führte Wenders Regie.
- Während des Abspanns erklingt das Stück Cassiel’s Song von Nick Cave, der für den Film auch das Lied Faraway, so close! beitrug.
- Das Frachtschiff der Schlussszene trägt den Namen Alekahn, eine Reminiszenz an Henri Alekan, der in der Himmel über Berlin für die Kameraarbeit verantwortlich war. Alekan selbst ist als Schiffskapitän zu sehen.
- Nachdem der Film 1993 in die Kinos gekommen war, erfolgte am 19. Dezember 1999 die TV-Erstausstrahlung.

## Kritiken
Das Lexikon des internationalen Films urteilte, dass der Film „durch vorzügliche Kameraarbeit und Schauspieler“ überzeuge. „Weniger gelungen“ sei die „bruchstückhafte kriminalistische Rahmenhandlung“, aber „die Botschaft des Films, seine Wärme und viele anrührende Momente entschädigen für diese Defizite.“

## Auszeichnungen
- Der Film gewann beim Filmfestival Cannes 1993 den Großen Preis der Jury.
- Wim Wenders gewann den Bayerischen Filmpreis für die beste Regie.
- Beim Deutschen Filmpreis 1994 gewann Jürgen Jürges in der Kategorie Beste Kamera.
- Der Song Stay von U2 wurde bei den Golden Globes als bester Filmsong nominiert.